# Пиянец
 Тази статия е за областта в Източна Македония.  За бившето село в Дебърско вижте Пиянец (Дебърско).  
Пиянец или Пианец, Пиянечко, Пиянешко (на македонска литературна норма: Пијанец, Пијанечко) е историко-географска област, разделена между Република България (Област Кюстендил) и Северна Македония (части от общини Виница, Пехчево и Царево село).

## География
Областта Пиянец има планински хълмисто-ридов характер и обхваща северната част (Руен планина) на планината Влахина, югоизточната ниска част на Осоговска планина и средното течение на река Брегалница в Северна Македония. Западната граница на Пиянец към съседната историко-географска област Осоговията не е рязко разграничена и двете области преливат една в друга. В центъра на Пиянец е седловината Черната скала, през която минава държавната граница.
Областта е характерна със силно развити ерозионни процеси. В геоложко отношение принадлежи към Краищидите. Изградена е главно от палеогенни седименти. Открити са битуминозни шисти. Климатът е умереноконтинентален с летни засушавания и топла зима. Отводнява се от десните притоци на Струма – Елешница (с притока си Речица), Копривен и други и река Брегалница (ляв приток на Вардар) и няколко нейни десни притоци. Обрасла е с редки широколистни гори. Развито овощарство, животновъдство и слабо зърнопроизводство.
От север на юг през седловината Черната скала, от село Ваксево в България до град Делчево в Северна Македония преминава участък от третокласен път № 622 от Държавната ни пътна мрежа. След село Църварица и на македонска територия пътят не е изграден и представлява полски (горски) път.

## Селища
На територията на Северна Македония Пиянец обхваща цялата община Царево село (Делчево), две села – Панчарево и Църник – от община Пехчево и село Калиманци в община Виница. Основен център на Пиянец е град Царево село (Делчево).
На българска територия областта заема южната част на община Невестино – селата Ваксево, Тишаново, Ветрен, Илия, Раково, Чеканец и Църварица и село Фролош в община Кочериново.
В миналото значителна част от населението на Пиянец е ислямизирано и въпреки многобройните изселвания в Турция след Балканската война и до днес в много села в Пиянец живеят българоговорещи мюсюлмани. В Пиянец е и единственото разделено между България и Северна Македония село – Ветрен в община Невестино, село Ветрен в община Царево село.

## Етимология
Според професор Йордан Иванов етимологията на Пиянец идва от етнонима на пеоните, които населявали областта в древността.

## Топографска карта
- Лист от карта K-34-70. Мащаб: 1 : 100 000.
- Лист от карта K-34-82. Мащаб: 1 : 100 000.